# Szentek szentje
A szentek szentje (tiberiasi héber nyelven: קֹדֶשׁ הַקֳּדָשִׁים) az ókori zsidóknál a szent sátor és a jeruzsálemi templom legbelsőbb szentélye volt. Itt helyezték el a frigyládát, benne a Mózesnek adott Tízparancsolat két kőtáblájával, Áron botjával és egy tál mannával. 
Ide csak a főpapnak volt szabad belépnie. 